# Почесні громадяни Тернопільської області
Список почесних громадян Тернопільської області.

## Почесні громадяни
1. Баранець Ярослав Дмитрович (2016)
2. Капінос Олександр Анатолійович (2018, посмертно)
3. Голоднюк Устим Володимирович (2018, посмертно)
4. Войтович Назарій Юрійович (2018, посмертно)
5. Мойсей Василь Михайлович (2018, посмертно)
6. Костенко Ігор Ігорович (2018, посмертно)
7. Слободян Тарас Ігорович (2018, посмертно)
8. Стаюра Володимир Іванович (2018, посмертно)
9. Підручний Дмитро Володимирович (2019)
10. Андруник Петро Петрович (2022, посмертно)
11. Бас Павло Іванович (2022, посмертно)
12. Башта Олександр Ілліч (2022, посмертно)
13. Борисевич Василь Васильович (2022, посмертно)
14. Вернигора Вадим Васильович (2022, посмертно)
15. Вітишин Іван Васильович (2022, посмертно)
16. Воробель Іван Володимирович (2022, посмертно)
17. Гарматій Володимир Михайлович (2022, посмертно)
18. Голембйовський Руслан Михайлович (2022, посмертно)
19. Горайський Юрій Володимирович (2022, посмертно)
20. Григоришин Михайло Васильович (2022, посмертно)
21. Громовий Денис Володимирович (2022, посмертно)
22. Гулько Олег Васильович (2022, посмертно)
23. Гурняк Віктор Петрович (2022, посмертно)
24. Долгіх Сергій Володимирович (2022, посмертно)
25. Дрьомін Андрій Сергійович (2022, посмертно)
26. Заплітний Дмитро Іванович (2022, посмертно)
27. Капчур Андрій Володимирович (2022, посмертно)
28. Коваль Юрій Вікторович (2022, посмертно)
29. Коцюк Руслан Володимирович (2022, посмертно)
30. Кулинець Назарій Вікторович (2022, посмертно)
31. Курилович Віталій Іванович (2022, посмертно)
32. Лабуткін Дмитро Віталійович (2022, посмертно)
33. Лаврик Станіслав Людвігович (2022, посмертно)
34. Лопацький Федір Миколайович (2022, посмертно)
35. Лотоцький Віталій Зіновійович (2022, посмертно)
36. Магльона Володимир Петрович (2022, посмертно)
37. Макаревич Борис Степанович (2022, посмертно)
38. Марусич Володимир Васильович (2022, посмертно)
39. Мельник В'ячеслав Олександрович (2022, посмертно)
40. Муляр Руслан Станіславович (2022, посмертно)
41. Наливайчук Юрій Богданович (2022, посмертно)
42. Орляк Олександр Володимирович (2022, посмертно)
43. Питак Андрій Андрійович (2022, посмертно)
44. Приймак Василь Ярославович (2022, посмертно)
45. Пунда Віктор Васильович (2022, посмертно)
46. Римар Ігор Миколайович (2022, посмертно)
47. Римар Павло Андрійович (2022, посмертно)
48. Семчук Віктор Ярославович (2022, посмертно)
49. Сикліцкий Назарій Олексійович (2022, посмертно)
50. Стадник Олександр Михайлович (2022, посмертно)
51. Стасів Михайло Ярославович (2022, посмертно)
52. Сташків Ярослав Петрович (2022, посмертно)
53. Стефанович Віктор Володимирович (2022, посмертно)
54. Трух Володимир Володимирович (2022, посмертно)
55. Фурсик Віталій Юрійович (2022, посмертно)
56. Чабан Андрій Олександрович (2022, посмертно)
57. Чеславський Володимир Едвардович (2022, посмертно)
58. Чорний Микола Володимирович (2022, посмертно)
59. Чухась Руслан Іванович (2022, посмертно)
60. Гриценко Володимир Ігорович (2022, посмертно)
61. Михальський Тарас Романович (2022, посмертно)
62. Рава Андрій Іванович (2022, посмертно)
63. Руснак Микола Ігорович (2022, посмертно)
64. Ставський Віталій Миколайович (2022, посмертно)
65. Сторчак Іван Васильович (2022, посмертно)
66. Тимощук Андрій Петрович (2022, посмертно)
67. Юркевич Андрій Михайлович (2022, посмертно)
68. Яницький Володимир Ярославович (2022, посмертно)
69. Яцунда Ігор Ярославович (2022, посмертно)
70. Король Сергій Володимирович (2023, посмертно)[1]
71. Дерех Віталій Мирославович (2023, посмертно)[1]
72. Цимбалістий Михайло Васильович (2023, посмертно)[1]
73. Теребій Андрій Богданович (2024, посмертно)[2]
74. Мялікгулиєв Назар Курбангельдийович (2024, посмертно)[2]
75. Барна Олег Степанович (2024, посмертно)[3]
76. Кирилюк Назар Романович (2024, посмертно)[3]
77. Котузяк Федір Степанович (2024, посмертно)[3]
78. Левицький Володимир Богданович (2024, посмертно)[3]
79. Микуляк Віталій Ігорович (2024, посмертно)[3]
80. Мисла Мирослав Іванович (2024, посмертно)[3]
81. Остапів Роман Богданович (2024, посмертно)[3]
82. Сиротюк Євген Петрович (2024, посмертно)[3]
83. Скакун Віталій Володимирович (2024, посмертно)[3]
84. Соколовський Назар Остапович (2024, посмертно)[3]
85. Тимофей Руслан Леонідович (2024, посмертно)[3]
86. Фіялка Вячеслав Іванович (2024, посмертно)[3]
87. Коновал Сергій Сергійович (2024, посмертно)[3]
88. Крупа Любомир Левкович (2024, посмертно)[3]
89. Петришин Тарас Петрович (2024, посмертно)[3]
90. Місяць Андрій Васильович (2024, посмертно)[3]
91. Кондришин Ярослав Володимирович (2024, посмертно)[3]
92. Стойко Андрій Сергійович (2024, посмертно)[3]
93. Фецич Степан Володимирович (2024, посмертно)[3]
94. Смик Олександр Іванович (2024, посмертно)[3]
95. Кучерук Володимир Сергійович (2024, посмертно)[4]
96. Ушкевич Сергій Володимирович (2024, посмертно)[4]
97. Ушкевич Андрій Володимирович (2024, посмертно)[4]
98. Годз Тарас Андрійович (2024, посмертно)[5]
99. Данилюк Валерій Васильович (2024, посмертно)[5]
100. Здеб Василь Вікторович (2024, посмертно)[5]
101. Кузів Максим Петрович (2024, посмертно)[5]
102. Кураш Іван Іванович (2024, посмертно)[5]
103. Ланг Олександр Сергійович (2024, посмертно)[5]
104. Леськів Роман Олексійович (2024, посмертно)[5]
105. Мазник Ярослав Євгенович (2024, посмертно)[5]
106. Матренчук Олександр Васильович (2024, посмертно)[5]
107. Прокоф'єв Роман Валерійович (2024, посмертно)[5]
108. Романишин Володимир Васильович (2024, посмертно)[5]
109. Сидорук Віталій Юрійович (2024, посмертно)[5]
110. Степанець Андрій Сергійович (2024, посмертно)[5]
111. Стефанишин Юрій Юрійович (2024, посмертно)[5]
112. Стусяк Роман Олександрович (2024, посмертно)[5]
113. Тришкалюк Сергій Ростиславович (2024, посмертно)[5]
114. Якимишин Володимир Володимирович (2024, посмертно)[5]
115. Антонюк Юрій Володимирович (2025, посмертно)[6]
116. Бартків Євген Євгенович (2025, посмертно)[6]
117. Божок Андрій Михайлович (2025, посмертно)[6]
118. Буртак Володимир Миколайович (2025, посмертно)[6]
119. Вальчишин Богдан Богданович (2025, посмертно)[6]
120. Волочій Іван Миколайович (2025, посмертно)[6]
121. Ганджусь Сергій Петрович (2025, посмертно)[6]
122. Гарбуз Олексій Степанович (2025, посмертно)[6]
123. Гах Роман Васильович (2025, посмертно)[6]
124. Годя Юрій Євгенович (2025, посмертно)[6]
125. Грицюк Олександр Григорович (2025, посмертно)[6]
126. Грищук Сергій Володимирович (2025, посмертно)[6]
127. Дацюк Олександр Іванович (2025, посмертно)[6]
128. Дзюма Андрій Іванович (2025, посмертно)[6]
129. Дідух Володимир Васильович (2025, посмертно)[6]
130. Жебелюк Ярослав Петрович (2025, посмертно)[6]
131. Іванюк Андрій Васильович (2025, посмертно)[6]
132. Іванюк Володимир Володимирович (2025, посмертно)[6]
133. Квач Орест Арсенович (2025, посмертно)[6]
134. Кляштофорський Володимир Іванович (2025, посмертно)[6]
135. Ковальський Володимир Іванович (2025, посмертно)[6]
136. Коваль Михайло Олегович (2025, посмертно)[6]
137. Комарениця Ростислав Євгенович (2025, посмертно)[6]
138. Костюкевич Юрій Петрович (2025, посмертно)[6]
139. Костюк Анатолій Володимирович (2025, посмертно)[6]
140. Крушельницький Михайло Іванович (2025, посмертно)[6]
141. Лахвацький Іван Олексійович (2025, посмертно)[6]
142. Левків Михайло Богданович (2025, посмертно)[6]
143. Липовий Вадим Петрович (2025, посмертно)[6]
144. Луцик Андрій Романович (2025, посмертно)[6]
145. Матичак Віталій Володимирович (2025, посмертно)[6]
146. Матіяш Ярослав Володимирович (2025, посмертно)[6]
147. Мирончук Віктор Павлович (2025, посмертно)[6]
148. Михайлюк Олег Олександрович (2025, посмертно)[6]
149. Михно Максим Іванович (2025, посмертно)[6]
150. Мусій Роман Антонович (2025, посмертно)[6]
151. Ніколайчук Алік Михайлович (2025, посмертно)[6]
152. Ожоганич Юрій Іванович (2025, посмертно)[6]
153. Омельчук Володимир Володимирович (2025, посмертно)[6]
154. Петрунек Іван Васильович (2025, посмертно)[6]
155. Питак Володимир Теодорович (2025, посмертно)[6]
156. Пушкін Юрій Георгійович (2025, посмертно)[6]
157. Рижков Андрій Андрійович (2025, посмертно)[6]
158. Рудик Володимир Володимирович (2025, посмертно)[6]
159. Семенишин Іван Володимирович (2025, посмертно)[6]
160. Сеньків Владислав Олегович (2025, посмертно)[6]
161. Соколовський Олексій Володимирович (2025, посмертно)[6]
162. Степула Руслан Іванович (2025, посмертно)[6]
163. Тихоліз Юрій Павлович (2025, посмертно)[6]
164. Урбанський Микола Васильович (2025, посмертно)[6]
165. Філь Олександр Олегович (2025, посмертно)[6]
166. Хатмуллін Едуард Васильович (2025, посмертно)[6]
167. Хорощак Сергій Михайлович (2025, посмертно)[6]
168. Цьоня Іван Романович (2025, посмертно)[6]
169. Череватий Ярослав Миколайович (2025, посмертно)[6]
170. Чорний Володимир Миколайович (2025, посмертно)[6]
171. Чорпіта Олександр Олександрович (2025, посмертно)[6]
172. Чуря Сергій Васильович (2025, посмертно)[6]
173. Швець Ярослав Степанович (2025, посмертно)[6]
174. Шмирук Валентин Ярославович (2025, посмертно)[6]
175. Юрків Андрій Миколайович (2025, посмертно)[6]
176. Яременюк Сергій Дмитрович (2025, посмертно)[6]